# Vela nos Jogos Pan-Americanos de 2011 - Laser
A competição da classe Laser masculino foi um dos eventos da vela nos Jogos Pan-Americanos de 2011, em Guadalajara. Foi disputada no Vallarta Yacht Club, em Puerto Vallarta, entre os dias no dia 17 e 23 de outubro.

## Calendário
Horário local (UTC-6).
| Data          | Horário | Fase              |
| ------------- | ------- | ----------------- |
| 17 de outubro | 13:40   | Regata 1          |
| 17 de outubro | 15:34   | Regata 2          |
| 18 de outubro | 13:29   | Regata 3          |
| 18 de outubro | 15:50   | Regata 4          |
| 19 de outubro | 14:02   | Regata 5          |
| 19 de outubro | 15:27   | Regata 6          |
| 21 de outubro | 14:17   | Regata 7          |
| 21 de outubro | 15:41   | Regata 8          |
| 22 de outubro | 14:00   | Regata 9          |
| 22 de outubro | 15:20   | Regata 10         |
| 23 de outubro | 13:31   | Regata da medalha |

## Medalhistas
| Ouro   | ARG Julio Alsogaray     |
| Prata  | CHI Matías del Solar    |
| Bronze | GUA Juan Ignacio Maegli |

## Resultados
Na regata da medalha (M), somente os cinco melhores colocados até a 10ª regata participam. Nessa regata, a pontuação perdida é multiplicada por 2. O vencedor é aquele que obtiver um menor número de pontos perdidos. A pior pontuação é desconsiderada na classificação final.
| Pos.              | Velejador               | Regata   | Regata | Regata | Regata | Regata | Regata | Regata   | Regata | Regata   | Regata | Regata | Total de pontos | Pontuação final |
| Pos.              | Velejador               | 1        | 2      | 3      | 4      | 5      | 6      | 7        | 8      | 9        | 10     | M      | Total de pontos | Pontuação final |
| ----------------- | ----------------------- | -------- | ------ | ------ | ------ | ------ | ------ | -------- | ------ | -------- | ------ | ------ | --------------- | --------------- |
| Medalha de ouro   | ARG Julio Alsogaray     | 3        | 1      | 3      | 3      | 1      | 6      | 2        | 2      | 3        | (7)    | 6      | 37              | 30              |
| Medalha de prata  | CHI Matías del Solar    | 9        | 9      | 5      | 1      | 2      | 1      | (10)     | 6      | 1        | 3      | 2      | 49              | 39              |
| Medalha de bronze | GUA Juan Ignacio Maegli | (14) OCS | 6      | 6      | 9      | 3      | 2      | 1        | 4      | 6        | 1      | 4      | 56              | 42              |
| 4                 | URU Alejandro Foglia    | 4        | 3      | 7      | 6      | 4      | 4      | 4        | 3      | (8)      | 2      | 8      | 53              | 45              |
| 5                 | BRA Bruno Fontes        | 2        | 2      | 10     | 4      | 5      | 7      | (14) DNF | 1      | 4        | 4      | 10     | 63              | 49              |
| 6                 | USA Clayton Johnson     | 7        | 5      | 1      | 5      | 6      | (8)    | 5        | 7      | 2        | 5      | –      | 51              | 43              |
| 7                 | CAN David Wright        | 5        | 4      | (8)    | 2      | 8      | 5      | 3        | 5      | 7        | 6      | –      | 53              | 45              |
| 8                 | DOM Raúl Aguayo Saladin | 1        | 8      | 2      | 8      | 10     | 12     | 6        | 11     | (14) OCS | 10     | –      | 82              | 68              |
| 9                 | COL Andrey Quintero     | 8        | 11     | 4      | 11     | 7      | 3      | 7        | (13)   | 10       | 9      | –      | 83              | 70              |
| 10                | TRI Andrew Lewis        | 10       | 7      | 9      | 7      | 13     | 10     | (14) OCS | 8      | 5        | 12     | –      | 95              | 81              |
| 11                | VEN José Ruiz           | 6        | 10     | (13)   | 12     | 12     | 9      | 9        | 10     | 12       | 8      | –      | 101             | 88              |
| 12                | ISV Cy Thompson         | 12       | (13)   | 12     | 13     | 9      | 14 DNE | 8        | 9      | 9        | 11     | –      | 110             | 97              |
| 13                | MEX Ricardo Montemayor  | 11       | 12     | 11     | 10     | 11     | 11     | 11       | 12     | 11       | (13)   | –      | 113             | 100             |

### Vela
| M   | Regata da Medalha da qual só participam os dez primeiros colocados das regatas anteriores  |  |  | CAN | Regata cancelada |
| BFD | Desclassificado por bandeira preta (Black Flag Disqualified)                               |  |  |     |                  |
| UFD | Desclassificado por bandeira "U" (U Flag Disqualified)                                     |  |  |     |                  |
| OCS | Largada queimada (On the Course Side of the starting line)                                 |  |  |     |                  |
| DNE | Desclassificação sem eliminação (infração a um item do regulamento da prova – Did Not End) |  |  |     |                  |